# Aphoplistus
Aphoplistus is een kevergeslacht uit de familie van de boktorren (Cerambycidae). De wetenschappelijke naam van het geslacht werd voor het eerst geldig gepubliceerd in 1870 door Murray.

## Soorten
Aphoplistus is monotypisch en omvat slechts de volgende soort:
- Aphoplistus pilosellus (Chevrolat, 1858)